# 皮耶羅·科迪亞
皮耶羅·科迪亞（義大利語：Piero Codia，1989年10月22日—）是意大利的一位游泳運動員，主要擅長蝶泳。他主要參加50米和100米蝶泳的比賽。他代表意大利參加了2016年奧運會100米蝶泳的比賽並進入半決賽。